# Колыбовка (Жлобинский район)
Колыбовка (бел. Калыбаўка) — деревня в Староруднянском сельсовете Жлобинского района Гомельской области Белоруссии.
На юге, востоке и севере граничит с лесом.

## География

### Расположение
В 9 км на юго-восток от Жлобина, 2 км от железнодорожной станции Хальч (на линии Жлобин — Гомель), 83 км от Гомеля.

## Гидрография
На востоке мелиоративные каналы.

## Транспортная сеть
Рядом автодорога Бобруйск — Гомель. Планировка состоит из прямолинейной меридиональной улицы, застроенной двусторонне деревянными крестьянскими усадьбами.

## История
По письменным источникам известна с XIX века как деревня в Староруднянской волости Рогачёвского уезда Могилёвской губернии. С 1880 года действовал хлебозапасный магазин. Согласно переписи 1897 года находился питейный дом. В 1909 году 659 десятин земли, школа. В 1931 году организован колхоз. Во время Великой Отечественной войны в феврале 1944 года оккупанты сожгли 83 двора, убили 3 жителей. 64 жителя погибли на фронте. Согласно переписи 1959 года в составе совхоза «Бобовский» (центр — деревня Бобовка).

## Население

### Численность
- 2004 год — 52 хозяйства, 112 жителей.

### Динамика
- 1858 год — 90 жителей мужского пола.
- 1897 год — 348 жителей (согласно переписи).
- 1909 год — 52 двора, 401 житель.
- 1940 год — 85 дворов.
- 1959 год — 278 жителей (согласно переписи).
- 2004 год — 52 хозяйства, 112 жителей.